# NGC 5684
NGC 5684 est une galaxie lenticulaire située dans la constellation du Bouvier. Sa vitesse par rapport au fond diffus cosmologique est de 4 253 ± 11 km/s, ce qui correspond à une distance de Hubble de 62,7 ± 4,4 Mpc (∼205 millions d'al). NGC 5684 a été découverte par l'astronome germano-britannique William Herschel en 1785.
NGC 5684 est une galaxie LINER, c'est-à-dire une galaxie dont le noyau présente un spectre d'émission caractérisé par de larges raies d'atomes faiblement ionisés. Selon la base de données Simbad, NGC 5684 est une galaxie à noyau actif.

## Groupe de NGC 5675
Selon A. M. Garcia, NGC 5684 fait partie d'un trio de galaxies, le groupe de NGC 5675. L'autre galaxie du trio est NGC 5695.
Abraham Mahtessian mentionne aussi ce trio avec les mêmes galaxies.